# Vista Alegre (Madrid)
Vista Alegre es el barrio n.° 114 de la ciudad de Madrid, uno de los siete que componen el distrito de Carabanchel. Con 48.499 habitantes, es el barrio con mayor población de Carabanchel.
Limita al norte con el barrio de San Isidro, en la avenida de Nuestra Señora de Valvanera y la calle de la Oca; al este, con el barrio de Puerta Bonita, en la calle de Eugenia de Montijo, la calle de Melisa y la calle General Ricardos; al sur, con la avenida de los Poblados y el barrio de Buenavista; y al oeste, con el distrito de Latina

## Historia
Carabanchel Alto y Bajo eran dos pueblos independientes de Madrid. En 1948 se unieron a Madrid formando el distrito de Carabanchel. Esta operación también afectó a otros pueblos como Vicálvaro, Vallecas, Villaverde o Fuencarral que perdieron su autogobierno, pasando a ser distritos de Madrid.
En los años 50, Carabanchel Alto creció debido al éxodo rural que atrajo a trabajadores de toda España, especialmente de Andalucía, Castilla-La Mancha y Extremadura, a Madrid.

## Demografía
El barrio de Vista Alegre cuenta con 37 830 vecinos (Padrón 2016), cifra que presenta un ligero descenso según los últimos años.

## Transportes

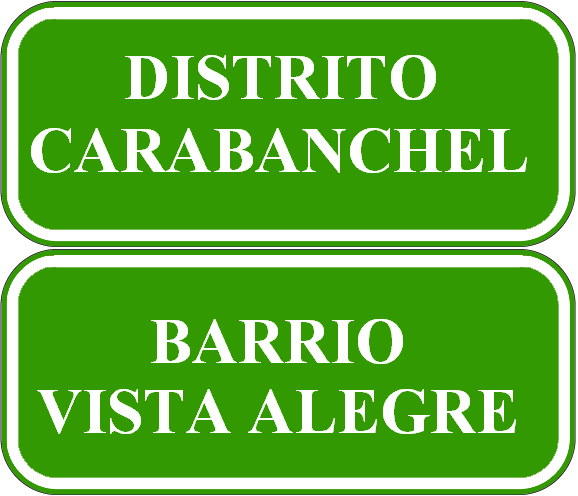
Vista Alegre es un barrio de Carabanchel.

### Metro
| Línea Metro | Estaciones en Vista Alegre, Carabanchel               |
| ----------- | ----------------------------------------------------- |
|             | Oporto, Vista Alegre, Carabanchel, Eugenia de Montijo |
|             | Oporto, Carpetana                                     |

### Autobuses
Diversas líneas de Autobús comunican el barrio de Vista Alegre. Las líneas 17, 34, 35 y 55 acercan a los vecinos al centro de Madrid, mientras que las líneas 121, 131 y 139 pasan por la avenida de los Poblados, comunicándolos con la periferia. 
- 17 : Plaza Mayor - Colonia Parque Europa
- 34 : Plaza Cibeles - Avenida Las Águilas
- 35 : Plaza Mayor - Carabanchel Alto
- 55 : Atocha - Batán
- 121 : Campamento - Hospital 12 de Octubre
- 131 : Campamento - Villaverde Alto
- 139 : Dehesa del Príncipe - Carabanchel Alto
- N17 : Plaza Cibeles - Carabanchel Alto
- N26 : Plaza de Alonso Martínez - Aluche

También discurren numerosos autobuses interurbanos que conectan el distrito con las ciudades cercanas, como Leganés. La mayoría se pueden coger en el Intercambiador de Oporto o en la Glorieta del Ejército, cerca de la estación de metro de Carabanchel.

## Calles importantes
- Avenida de los Poblados: es una de las calles más largas de Madrid, atraviesa los distritos de Villaverde, Usera, Carabanchel y Latina.
- Calle General Ricardos: continuación de la avenida de Carabanchel Alto, une el barrio con el centro de Madrid.
- Vía Carpetana/Camino de los Ingenieros: esta calle separa el distrito de Carabanchel del de Latina. Empieza en la avenida de los Poblados y acaba en el paseo de la Ermita del Santo, junto a la M-30.

## Lugares de interés

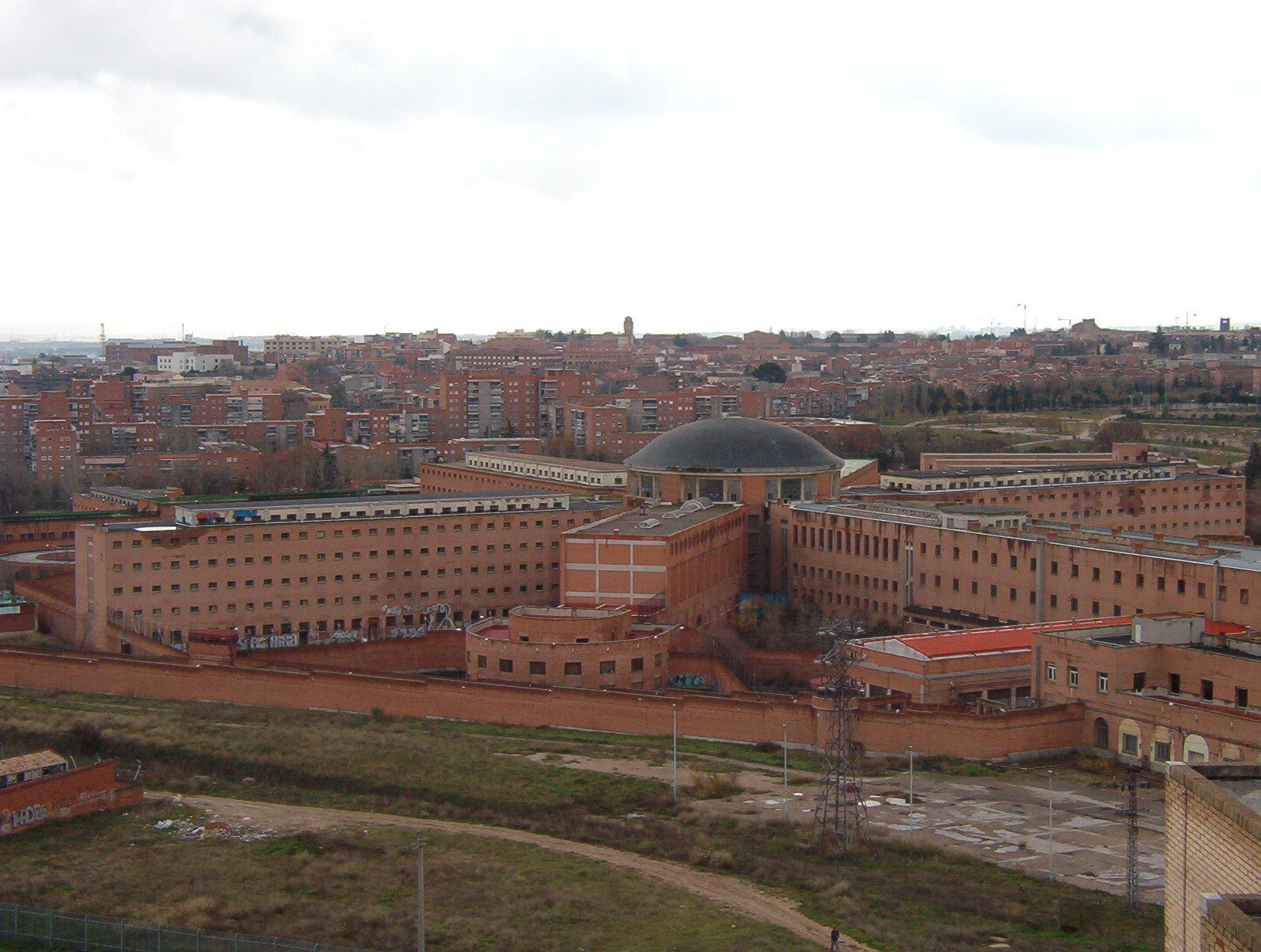
La antigua Cárcel de Carabanchel. Fue demolida en 2008.

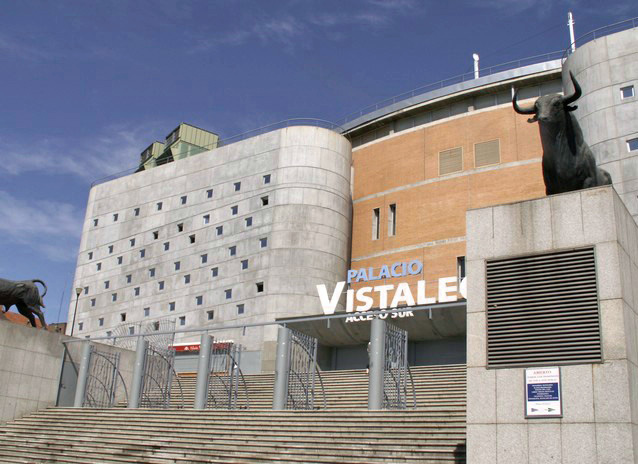
Palacio de Vista Alegre

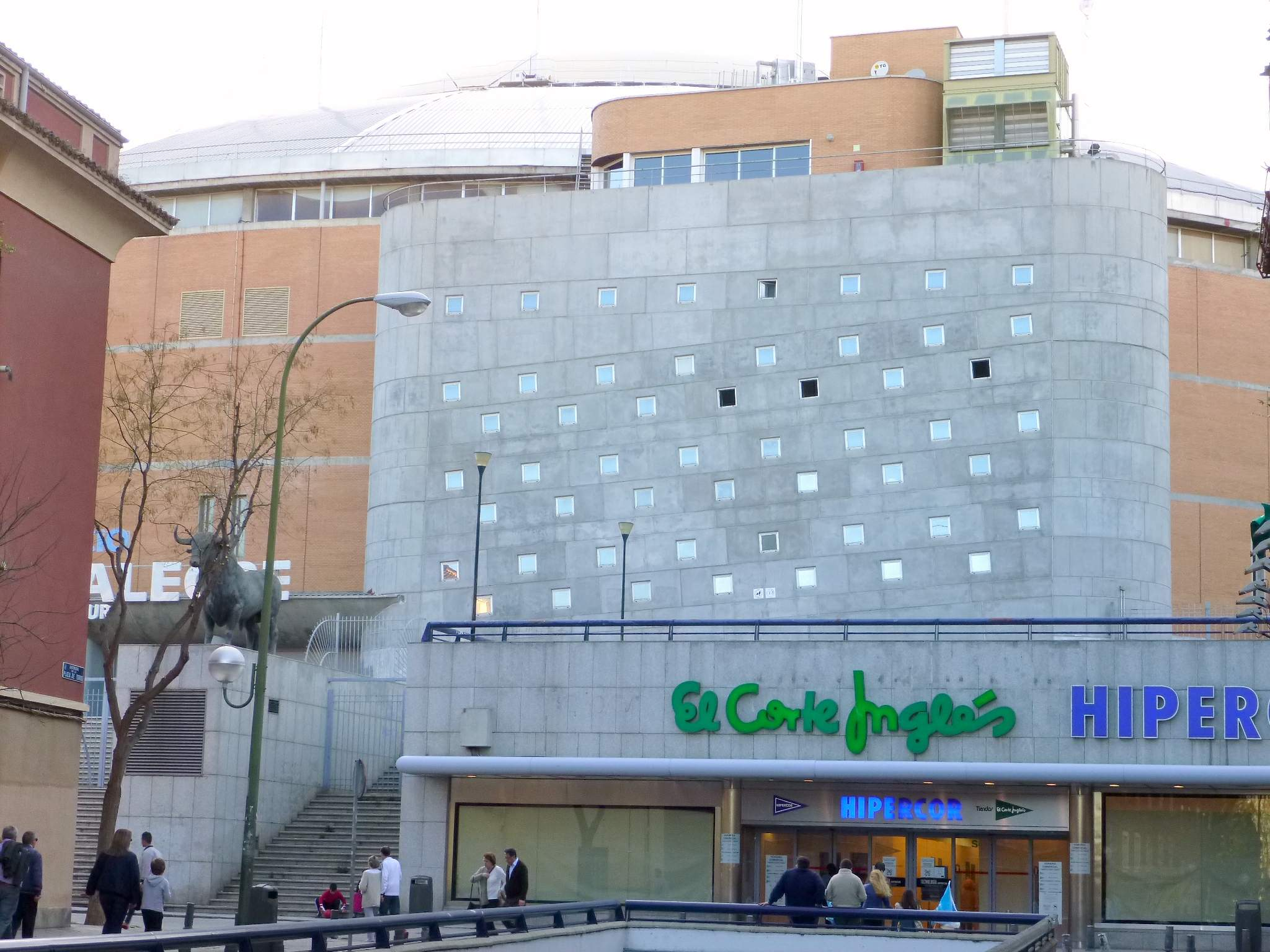
Área comercial junto al Palacio de Vista Alegre

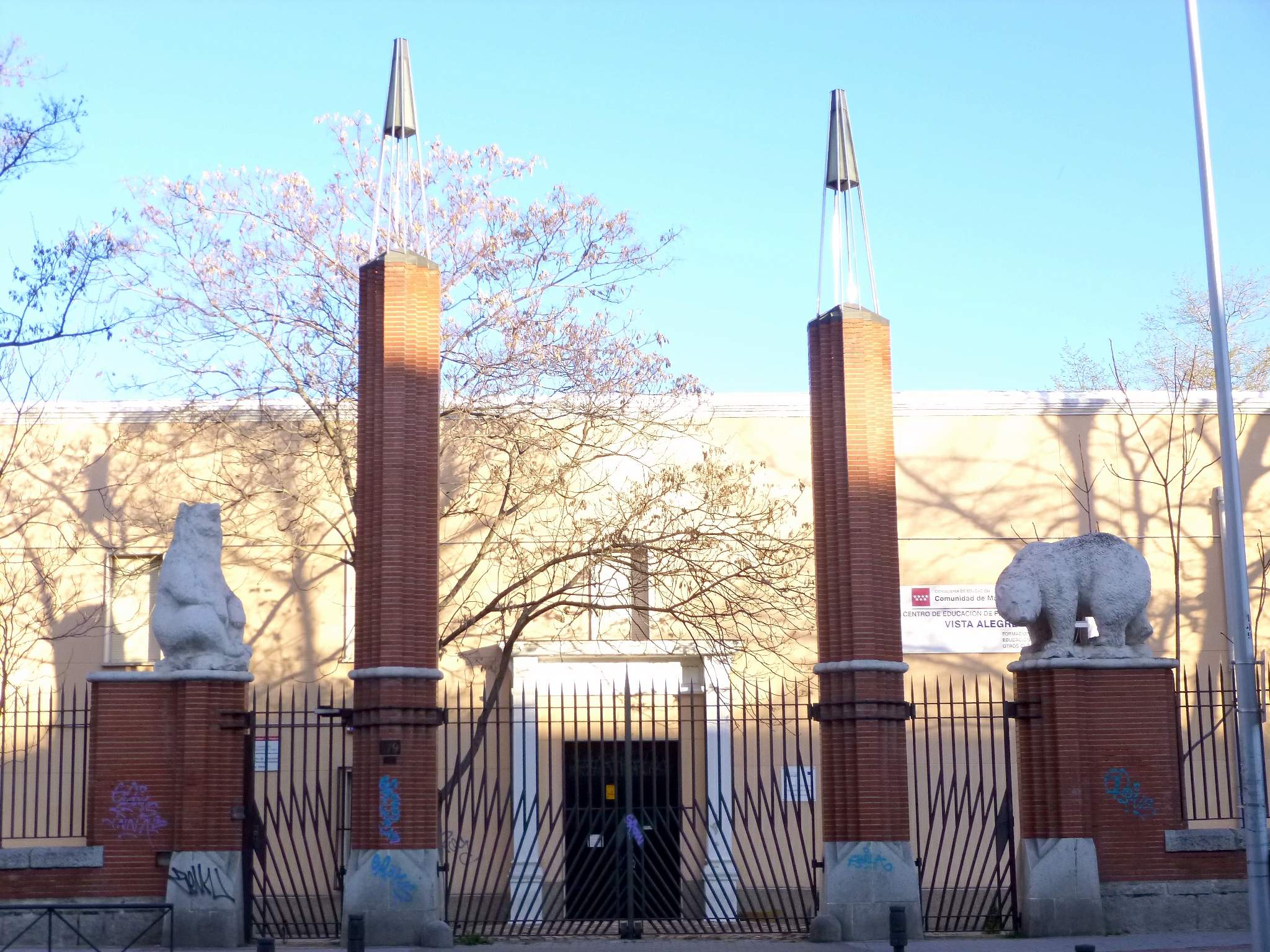
Centro de Educación de Personas Adultas Vista Alegre

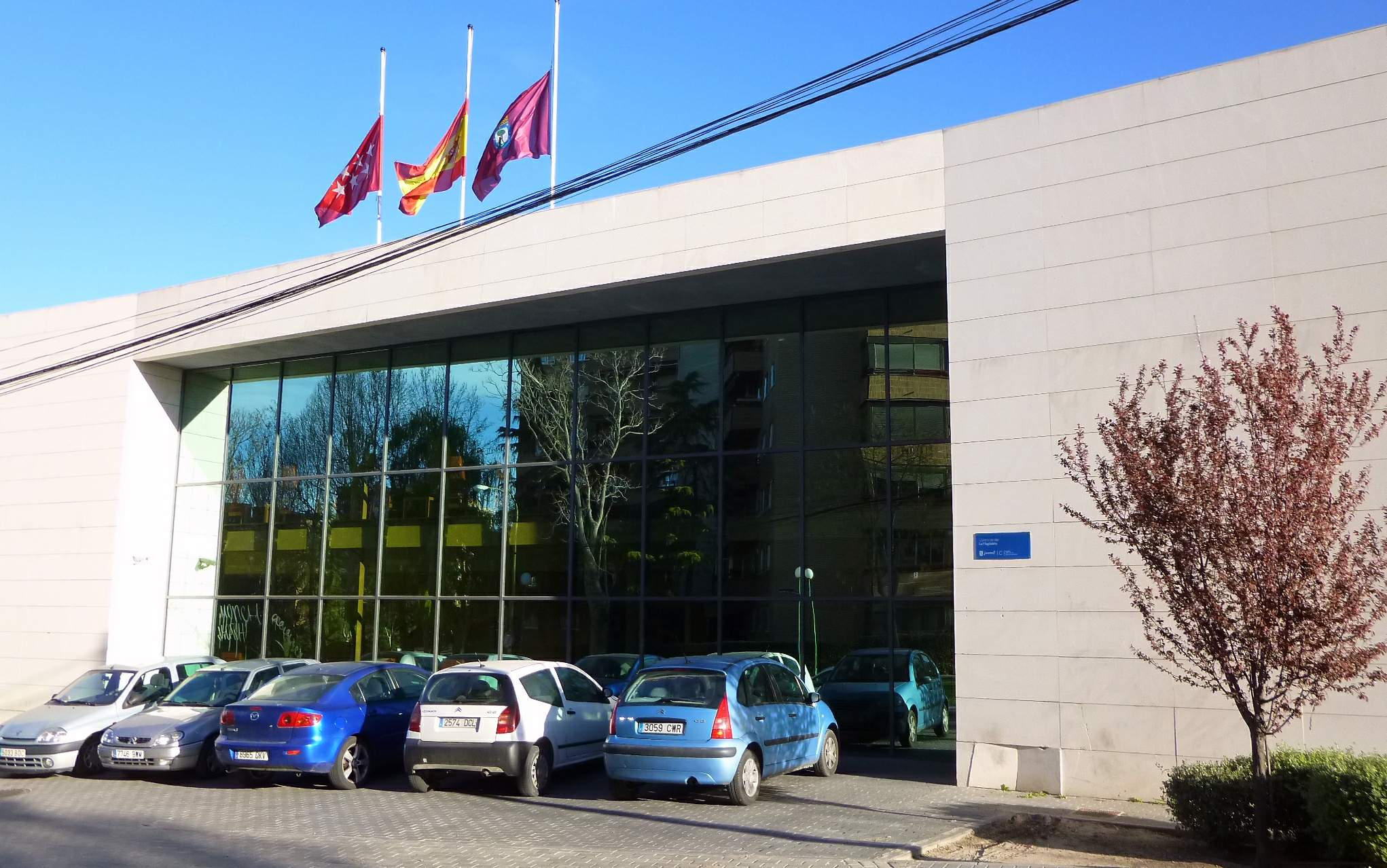
Centro de día La Magdalena, moderna instalación para la atención de personas aquejadas de la enfermedad de Alzheimer, inaugurado en 2008

### La cárcel
La cárcel de Carabanchel, inaugurada en 1940 y cerrada en 1998, es uno de los edificios más emblemáticos del barrio debido a su utilización por Franco como prisión (entre sus presos hubo varios encarcelados por motivos políticos). Tras su cierre en 1998 diversas instituciones y los vecions del barrio han discutido la reutilización del espacio ocupado por la cárcel.
En 1998 Rosendo, ilustre vecino, ofreció un concierto en las instalaciones.
Los vecinos se han manifestado para que se construya un nuevo hospital en el terreno donde se encuentra la antigua cárcel. Finalmente el gobierno central ha decidido ceder 40.000 metros cuadrados (aproximadamente una cuarta parte de la superficie de la antigua cárcel) a la Comunidad de Madrid para la construcción del nuevo hospital. El hospital daría servicio a las aproximadamente 500.000 personas que viven en los distritos de Carabanchel y Latina que actualmente acuden a los hospitales del 12 de octubre y San Carlos.

### Palacio de Vistalegre
El Palacio de Vista Alegre es un edificio multiusos, concebido inicialmente como plaza de toros, la más antigua de Madrid, construida en 1641. 
Toma su nombre, al igual que el barrio, de la Finca de Vista Alegre, que fue comprando por partes la reina María Cristina de Borbón para hacerse un palacete de verano: el auténtico Palacio de Vistalegre, de propiedad pública en la actualidad, aunque cerrado y en estado de abandono.
La plaza toros, cubierta en su actual configuración, es de reciente construcción (2000). Su capacidad es de unos 15.000 espectadores. En ella se realizan multitud de eventos, desde corridas de toros a partidos de baloncesto (se utilizó como la sede del Real Madrid mientras terminaba de construir su sede definitiva en Valdebebas, así como anteriormente lo fue del Estudiantes), conciertos, fiestas, etc. Además, en los bajos de esta plaza, se encuentra el centro comercial Hipercor, con tres plantas destinadas al hipermercado así como otras tres plantas de aparcamiento subterráneo. En metro, se puede llegar bajando en la estación de Vista Alegre, Oporto o Carabanchel.

### Finca de Vistalegre
También en la zona, frente a la plaza de toros, en la calle General Ricardos se encuentra la Finca de Vista Alegre. Es un conjunto palaciego de tiempos de Fernando VII que fue Real Sitio. Muy deteriorado, en su conjunto se encuentran el Palacio Viejo o del marqués de Salamanca, los jardines declarados "jardín histórico" y otros edificios. La mayoría de ellos albergan institutos, sanatorios, centros de mayores. En la actualidad hay una solicitud de declaración de Bien de Interés Cultural por un grupo de vecinos y se está preparando un Plan desde el Ayuntamiento de Madrid de recuperación reutilización de los edificios.

## Dotaciones
En el barrio hay un centro comercial Hipercor, Tiendas El Corte Inglés, el centro comercial Puerta Bonita y un Plaza China en la avenida de Nuestra Señora de Fátima.

### Sanitarias
Centros de salud
Carabanchel cuenta con los siguientes centros de salud:
| Centro de salud          | Dirección                                |
| ------------------------ | ---------------------------------------- |
| Nuestra Señora de Fátima | Av. N.ª S.ª de Fátima, 93 (Vista Alegre) |

### Polideportivos
| Nombre  | Dirección                      | Barrio       |
| ------- | ------------------------------ | ------------ |
| La Mina | C/Monseñor Oscar Romero n.º 41 | Vista Alegre |

### Cultura y educación
Centros culturales
| Centro cultural | Dirección                    | Barrio       | Autobuses                   | Metro            |
| --------------- | ---------------------------- | ------------ | --------------------------- | ---------------- |
| García Lorca    | C/Eugenia de Montijo n.º 105 | Vista Alegre | 23 34 35 47 108 121 131 139 | Carabanchel Alto |

Centros culturales de mayores
| Centro                | Dirección                      | Barrio       |
| --------------------- | ------------------------------ | ------------ |
| Monseñor Oscar Romero | Monseñor Oscar Romero n.º 42   | Vista Alegre |
| Monseñor Oscar Romero | C/Monseñor Oscar Romero n.º 75 | Vista Alegre |

Educación infantil, primaria y secundaria
En el distrito de Carabanchel, hay 35 guarderías (6 públicas y 29 privadas), 17 colegios públicos de educación infantil y primaria, 8 institutos de educación secundaria y 24 colegios privados (con y sin concierto).

### Bibliotecas públicas
Bibliotecas Municipales
| Biblioteca | Dirección                                                             |
| ---------- | --------------------------------------------------------------------- |
| La Chata   | C/General Ricardos, 252(Antiguo Mercado de Carabanchel, Vista Alegre) |

## Zonas verdes
La principal zona verde del barrio es el parque de Eugenia de Montijo, situado al sureste del barrio. Es un parque de tamaño mediano. Cerca del barrio se puede visitar el parque de las Cruces, en el barrio de Buenavista y el parque de Aluche.